# Caridina typus
Caridina typus is een garnalensoort uit de familie van de Atyidae. De wetenschappelijke naam van de soort werd in 1837 voor het eerst geldig gepubliceerd door Henri Milne-Edwards.